# Comuni della Valle della Marna
Questa voce contiene un elenco dei 47 comuni in cui è suddiviso il dipartimento francese della Valle della Marna.

## Lista
L'elenco che segue contiene per ciascun comune il codice postale, il codice INSEE, la sua eventuale adesione a una struttura intercomunale, la superficie, la popolazione al censimento del 2008 e la relativa densità.
La superficie media dei comuni è 5,21 km², mentre quella mediana è di 4,49 km², ben al di sotto della dimensione media e mediana dei comuni francesi (14,88 e 10,73 km²).
La Valle della Marna contava 1 310 876 persone in totale al 1º gennaio 2008, con una densità media di 5 351 abitanti/km², ben al di sopra della media nazionale. La popolazione media è di 27 891 abitanti a comune, ancora una volta ben al di sopra della media della popolazione dei comuni francesi (1 542 abitanti).
| Nome                     | Codice INSEE | Codice postale | Intercomunalità | Popolazione (2008) | Superficie (km²) | Densita (ab./km²) |
| ------------------------ | ------------ | -------------- | --------------- | ------------------ | ---------------- | ----------------- |
| Ablon-sur-Seine          | 94001        | 94480          |                 | 5 158              | 1,11             | 4 647             |
| Alfortville              | 94002        | 94140          | CAC             | 44 728             | 3,67             | 12 187            |
| Arcueil                  | 94003        | 94110          | CAVB            | 19 847             | 2,33             | 8 518             |
| Boissy-Saint-Léger       | 94004        | 94470          | CAS             | 15 680             | 8,94             | 1 754             |
| Bonneuil-sur-Marne       | 94011        | 94380          |                 | 16 541             | 5,51             | 3 002             |
| Bry-sur-Marne            | 94015        | 94360          |                 | 15 316             | 3,35             | 4 572             |
| Cachan                   | 94016        | 94230          | CAVB            | 27 676             | 2,74             | 10 101            |
| Champigny-sur-Marne      | 94017        | 94500          |                 | 75 142             | 11,3             | 6 650             |
| Charenton-le-Pont        | 94018        | 94220          | CCCS            | 28 571             | 1,85             | 15 444            |
| Chennevières-sur-Marne   | 94019        | 94430          | CAS             | 17 698             | 5,27             | 3 358             |
| Chevilly-Larue           | 94021        | 94550          |                 | 19 042             | 4,22             | 4 512             |
| Choisy-le-Roi            | 94022        | 94600          |                 | 38 153             | 5,43             | 7 026             |
| Créteil                  | 94028        | 94000          | CAC             | 89 304             | 11,46            | 7 793             |
| Fontenay-sous-Bois       | 94033        | 94120          |                 | 52 848             | 5,58             | 9 471             |
| Fresnes                  | 94034        | 94260          | CAVB            | 25 043             | 3,56             | 7 035             |
| Gentilly                 | 94037        | 94250          | CAVB            | 17 362             | 1,18             | 14 714            |
| Ivry-sur-Seine           | 94041        | 94200          |                 | 56 679             | 6,1              | 9 292             |
| Joinville-le-Pont        | 94042        | 94340          |                 | 17 368             | 2,3              | 7 551             |
| La Queue-en-Brie         | 94060        | 94510          | CAS             | 11 439             | 9,16             | 1 249             |
| Le Kremlin-Bicêtre       | 94043        | 94270          | CAVB            | 26 104             | 1,54             | 16 951            |
| Le Perreux-sur-Marne     | 94058        | 94170          | CAN             | 32 250             | 3,96             | 8 104             |
| Le Plessis-Trévise       | 94059        | 94420          | CAS             | 18 503             | 4,32             | 4 283             |
| L'Haÿ-les-Roses          | 94038        | 94240          | CAVB            | 29 496             | 3,9              | 7 563             |
| Limeil-Brévannes         | 94044        | 94450          | CAC             | 18 768             | 6,93             | 2 708             |
| Maisons-Alfort           | 94046        | 94700          |                 | 52 852             | 5,35             | 9 879             |
| Mandres-les-Roses        | 94047        | 94520          | CCP             | 4 342              | 3,3              | 1 316             |
| Marolles-en-Brie         | 94048        | 94440          | CCP             | 5 057              | 4,59             | 1 102             |
| Nogent-sur-Marne         | 94052        | 94130          | CAN             | 30 852             | 2,8              | 11 019            |
| Noiseau                  | 94053        | 94880          | CAS             | 4 426              | 4,49             | 986               |
| Orly                     | 94054        | 94310          |                 | 20 940             | 6,69             | 3 130             |
| Ormesson-sur-Marne       | 94055        | 94490          | CAS             | 9 878              | 3,41             | 2 897             |
| Périgny                  | 94056        | 94520          | CCP             | 2 229              | 2,79             | 799               |
| Rungis                   | 94065        | 94150          |                 | 5 618              | 4,2              | 1 338             |
| Saint-Mandé              | 94067        | 94160          |                 | 22 518             | 0,92             | 24 476            |
| Saint-Maur-des-Fossés    | 94068        | 94100          |                 | 75 724             | 11,25            | 6 731             |
| Saint-Maurice            | 94069        | 94410          | CCCS            | 14 558             | 1,43             | 10 180            |
| Santeny                  | 94070        | 94440          | CCP             | 3 675              | 9,91             | 371               |
| Sucy-en-Brie             | 94071        | 94370          | CAS             | 26 089             | 10,43            | 2 501             |
| Thiais                   | 94073        | 94320          |                 | 29 616             | 6,43             | 4 606             |
| Valenton                 | 94074        | 94460          |                 | 12 222             | 5,31             | 2 302             |
| Villecresnes             | 94075        | 94440          | CCP             | 9 401              | 5,62             | 1 673             |
| Villejuif                | 94076        | 94800          | CAVB            | 53 240             | 5,34             | 9 970             |
| Villeneuve-le-Roi        | 94077        | 94290          |                 | 18 457             | 8,4              | 2 197             |
| Villeneuve-Saint-Georges | 94078        | 94190          |                 | 30 820             | 8,75             | 3 522             |
| Villiers-sur-Marne       | 94079        | 94350          |                 | 27 457             | 4,33             | 6 341             |
| Vincennes                | 94080        | 94300          |                 | 48 118             | 1,91             | 25 193            |
| Vitry-sur-Seine          | 94081        | 94400          |                 | 84 071             | 11,67            | 7 204             |

Sources: INSEE per la popolazione, IGN per la superficie.

## Per arrondissement
Le Val-de-Marne è composto da tre arrondissement:
| Arrondissement di L'Haÿ-les-Roses | Arrondissement di Créteil | Arrondissement di Nogent-sur-Marne |
| --- | --- | --- |
| 1. Fresnes 2. Rungis 3. Thiais 4. Chevilly-Larue 5. L'Haÿ-les-Roses 6. Villejuif 7. Cachan 8. Arcueil 9. Gentilly 10. Le Kremlin-Bicêtre | 1. Ivry-sur-Seine 2. Charenton-le-Pont 3. Saint-Maurice 4. Maisons-Alfort 5. Alfortville 6. Vitry-sur-Seine 7. Choisy-le-Roi 8. Orly 9. Villeneuve-le-Roi 10. Ablon-sur-Seine 11. Villeneuve-Saint-Georges 12. Valenton 13. Créteil 14. Saint-Maur-des-Fossés 15. Bonneuil-sur-Marne 16. Sucy-en-Brie 17. Boissy-Saint-Léger 18. Limeil-Brévannes 19. Villecresnes 20. Mandres-les-Roses 21. Périgny 22. Santeny 23. Marolles-en-Brie | 1. La Queue-en-Brie 2. Noiseau 3. Ormesson-sur-Marne 4. Chennevières-sur-Marne 5. Le Plessis-Trévise 6. Villiers-sur-Marne 7. Champigny-sur-Marne 8. Joinville-le-Pont 9. Nogent-sur-Marne 10. Le Perreux-sur-Marne 11. Bry-sur-Marne 12. Fontenay-sous-Bois 13. Vincennes 14. Saint-Mandé |

## Per Unità urbana
Secondo la classificazione dell'INSEE, tutte le città della Valle della Marna sono state incluse nell'area urbana di Parigi nel 1999 e tutti erano centri urbani.

## Per struttura intercomunale
Il dipartimento è composto dal 2004 da almeno sei strutture intercomunali:
- CAS: Communauté d'agglomération du Haut Val-de-Marne, creata nel 2001.
- CAN: Communauté d'agglomération de la Vallée de la Marne, creata nel 2000.
- CAC: Communauté d'agglomération Plaine Centrale du Val-de-Marne, creata nel 2001.
- CAVB: Communauté d'agglomération du Val-de-Bièvre, creata nel 2000.
- CCP: Communauté de communes du Plateau Briard, creata nel  2002.
- CCCS:Communauté de communes de Charenton-le-Pont Saint-Maurice, creata il 27 novembre 2003